# Kauriaganj
Kauriaganj è una suddivisione dell'India, classificata come nagar panchayat, di 10.581 abitanti, situata nel distretto di Aligarh, nello stato federato dell'Uttar Pradesh. 